# Monilinia
Genre
Monilinia est un genre de champignons ascomycètes de la famille des Sclerotiniaceae. Le stade anamorphe de cette espèce est Monilia.
Ce genre comprend de nombreuses espèces phytopathogènes, responsables de diverses formes de moniliose.

## Liste d'espèces
Selon Catalogue of Life (22 septembre 2014) :
- Monilinia alpina
- Monilinia amelanchieris
- Monilinia ariae
- Monilinia aroniae
- Monilinia aucupariae
- Monilinia azaleae
- Monilinia baccarum
- Monilinia cassiopes
- Monilinia corni
- Monilinia cydoniae
- Monilinia demissa
- Monilinia emarginata
- Monilinia empetri
- Monilinia fructicola
- Monilinia fructigena
- Monilinia gaylussaciae
- Monilinia gregaria
- Monilinia jezoensis
- Monilinia johnsonii
- Monilinia kusanoi
- Monilinia laxa
- Monilinia ledi
- Monilinia linhartiana
- Monilinia mali
- Monilinia megalospora
- Monilinia mespili
- Monilinia mume
- Monilinia olympia
- Monilinia oxycocci
- Monilinia padi
- Monilinia polycodii
- Monilinia seaveri
- Monilinia ssiori
- Monilinia urnula
- Monilinia vaccinii-corymbosi

Selon Index Fungorum (22 septembre 2014) :
- Monilinia alpina L.R. Batra 1991
- Monilinia amelanchieris (J.M. Reade) Honey 1936
- Monilinia ariae (Schellenb.) Whetzel 1945
- Monilinia aroniae Honey 1936
- Monilinia aucupariae (F. Ludw.) Whetzel 1945
- Monilinia azaleae Honey 1936
- Monilinia azaleae Honey 1940
- Monilinia baccarum (J. Schröt.) Whetzel 1945
- Monilinia cassiopes (Rostr.) L. Holm 1975
- Monilinia corni (J.M. Reade) Honey 1936
- Monilinia cydoniae (Schellenb.) Whetzel 1945
- Monilinia demissa (B.F. Dana) Honey 1936
- Monilinia emarginata Honey 1936
- Monilinia empetri (Lagerh.) B. Erikss. 1970
- Monilinia fructicola (G. Winter) Honey 1928
- Monilinia fructigena Honey 1945
- Monilinia gaylussaciae L.R. Batra 1988
- Monilinia gregaria (B.F. Dana) Honey 1936
- Monilinia jezoensis Yuk. Takah., Sano & Y. Harada 2005
- Monilinia johnsonii (Ellis & Everh.) Honey 1936
- Monilinia kusanoi (Henn. ex Takah.) W. Yamam. 1959
- Monilinia laxa (Aderh. & Ruhland) Honey 1945
- Monilinia ledi (Navashin) Whetzel 1945
- Monilinia linhartiana (Prill. & Delacr.) Dennis 1949
- Monilinia mali (Takah.) Whetzel 1945
- Monilinia megalospora (Woronin) Whetzel 1945
- Monilinia mespili (Woronin) N.F. Buchw. 1987
- Monilinia mespili Whetzel 1945
- Monilinia mume (Hara) W. Yamam. 1959
- Monilinia olympia L.R. Batra 1991
- Monilinia oxycocci (Woronin) Honey 1936
- Monilinia padi (Woronin) Honey 1936
- Monilinia polycodii (J.M. Reade) Honey 1991
- Monilinia rhododendri (E. Fisch.) L.R. Batra 1991
- Monilinia rhododendri (E. Fisch.) Whetzel 1945
- Monilinia seaveri (Rehm) Honey 1936
- Monilinia ssiori Y. Harada, M. Sasaki & Sano 2005
- Monilinia urnula (Weinm.) Whetzel 1945
- Monilinia vaccinii-corymbosi (J.M. Reade) Honey 1936

Selon ITIS (22 septembre 2014) :
- Monilinia fructicola (Winter) Honey

Selon NCBI (22 septembre 2014) :
- Monilinia amelanchieris
- Monilinia aucupariae
- Monilinia azaleae
- Monilinia baccarum
- Monilinia cassiopes
- Monilinia fructicola
- Monilinia fructigena
- Monilinia gaylussaciae
- Monilinia jezoensis
- Monilinia johnsonii
- Monilinia laxa
- Monilinia linhartiana
- Monilinia mali
- Monilinia megalospora
- Monilinia mespili
- Monilinia oxycocci
- Monilinia padi
- Monilinia polycodii
- Monilinia seaverii
- Monilinia ssiori
- Monilinia urnula
- Monilinia vaccinii-corymbosi